# 圣伊莱尔拉帕吕
圣伊莱尔拉帕吕（法語：Saint-Hilaire-la-Palud，法語發音：[sɛ̃.t‿ilɛʁ la paly]）是法国德塞夫勒省的一个市镇，属于尼奥尔区。

## 地理
圣伊莱尔拉帕吕（46°15'48"N, 0°42'44"W）面积34.12 平方千米，位于法国新阿基坦大区德塞夫勒省，该省份为法国西部内陆省份，北起曼恩-卢瓦尔省，西接旺代省，南至夏朗德省和滨海夏朗德省，东临维埃纳省。
与圣伊莱尔拉帕吕接壤的市镇（或旧市镇、城区）包括：克朗沙邦、米尼翁河畔拉格雷沃、拉龙德、阿尔赛、勒布尔代、普兰-代朗松、当维克斯。

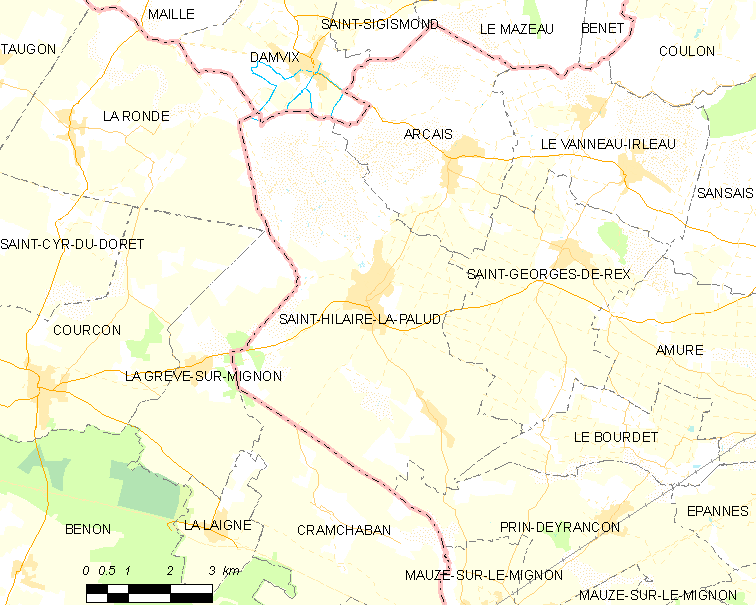
圣伊莱尔拉帕吕的OSM定位图

圣伊莱尔拉帕吕的时区为UTC+01:00、UTC+02:00（夏令时）。

## 行政
圣伊莱尔拉帕吕的邮政编码为79210，INSEE市镇编码为79257。

## 政治
圣伊莱尔拉帕吕所属的省级选区为米尼翁-布托讷县。

## 人口

1962-2008年间圣伊莱尔拉帕吕人口变化图示

圣伊莱尔拉帕吕于2022年1月1日时的人口数量为1510人。